# تاتیانا کولیشکووا
تاتیانا کولیشکووا (انگلیسی: Tatiana Kulíšková؛ زادهٔ ۲۲ مارس ۱۹۶۱) بازیگر و مجری تلویزیون اهل کشور اسلواکی است. وی از سال ۱۹۷۷ میلادی تاکنون مشغول فعالیت بوده‌است.